# Harmonia aeterea
Harmonia aeterea (kallas ibland stråkmixtur) är en orgelstämma av typen icke repeterande blandstämma. Stämman tillhör kategorin labialstämmor. Harmonia aeterea är en mixtur med pipor som har smal mensur och stråkklang. Stämman består av tre kor: kvint 2 2⁄3´, 2´ och kvint 1 3⁄5´.